# 陈荣海
陈荣海（1969年4月—），江苏江宁人，中国人民解放军海军大校，现任厦门警备区大校司令员。
陈荣海曾担任南平军分区司令员，同时兼任南平市征兵工作领导小组副组长。2021年9月当选中共南平市委常委。2022年离任南平军分区司令员。同年7月，调任厦门警备区司令员。他还是福建省第十四届人大代表。